# Дворці (Тверська область)
Дворці (рос. Дворцы) — присілок в Старицькому районі Тверської області Російської Федерації.
Населення становить 18 осіб. Входить до складу муніципального утворення сільське поселення Луковниково.

## Історія
Від 2005 року входить до складу муніципального утворення сільське поселення Луковниково. Раніше населений пункт належав до Луковниковського сільського округу.

## Населення
| 2008 | 2010 |
| ---- | ---- |
| 20   | ↘18  |